# 柴田賢一
柴田 賢一（しばた けんいち、1902年 - 1982年）は、日本の文筆家、翻訳家。

## 略歴
福岡県芥屋生まれ。1929年東京帝国大学文学部美学科卒業。在学中から新聞に小説を寄稿したほか、鈴木三重吉の『赤い鳥』に童話を発表するなど執筆活動を行った。
大学卒業後、誠文堂新光社に入社、『世界地理風俗大系』の編集を担当し、『世界知識』の発刊に伴い編集長となる。
1942年、海軍報道班員としてシンガポール、ビルマ、フランス領インドシナと、アジア各国の前線をめぐり、海外諸国の政策についての論文を多数翻訳し紹介した。
戦後は志摩 達夫名義で青少年向けの作品を執筆した。

## 著書
- 『第二次大戦と近代戦略』（博文館、世界大戦叢書） 1939
- 『白人の南洋侵略史』（興亜日本社） 1940
- 『南洋物語』（日本青年館） 1941
- 『日本民族海外発展史』（興亜日本社） 1941
- 『太平洋の島と探検 その歴史と地理』（竹村書房） 1942
- 『ダバオ開拓記』（興亜日本社） 1942
- 『南方発展の知識』（青年書房） 1942
- 『南洋の歴史と現実』（帝国産業法規社） 1942
- 『八幡船』（興亜日本社） 1942
- 『米英の東亜侵略年譜』（都書房） 1942 - GHQ没収図書
  - 『米英のアジア・太平洋侵略史年表 1521 - 1939』（国書刊行会） 2012
- 『印度洋』（興亜日本社） 1943
- 『西の第一線』（竹村書房） 1943
- 『炎の河』（志摩達夫名義、学風書院、世界ドキュメンタリー文庫） 1956
- 『世界怪奇船物語』（志摩達夫名義、鱒書房） 1956
  - 『世界の怪奇船』（大陸書房） 1970
- 『水戸黄門漫遊記』志摩達夫名義、小島剛夕絵、集英社、少年少女物語文庫） 1958
- 『ダバオ戦記 南洋開拓の栄光と悲惨の歴史』（大陸書房） 1979

## 翻訳
- 『支那で成功する道』（カール・クロウ、高山書院） 1940
- 『世界海賊史』（フイリツプ・ゴス、牧野書店） 1940
- 『太平洋物語』（ウィリアム・ヴァン・ルーン、青年書房） 1940、のち大陸書房 1968
- 『独逸国防軍』（ヘルバート・ロジンスキー、青年書房） 1940
- 『東郷平八郎』（エトウィン・A・フォーク、木田重三郎共訳、青年書房） 1941
- 『米国極東政策史』（A・W・グリスウォルド、ダイヤモンド社） 1941
- 『タイ国森林地帯紀行』（ノエル・ウィニヤード、葛城書店） 1942
- 『キャプテン・クックの探検』（ゴードン・キャンベル、小野田俊雄絵、実業之日本社、少年少女世界の本） 1957